# Tarik O'Hagan
 (mars 2024).
Tarik Robinson-O'Hagan, né le 25 novembre 2003, est un athlète américain, spécialiste du lancer du poids.

## Biographie
Il remporte les championnats du monde juniors 2022 avec la marque de 20,73 m.
En mars 2024, il est sacré champion NCAA en salle à Boston en dépassant pour la première fois de sa carrière la barrière des 21 mètres (21,05 m).

## Palmarès
| Date | Compétition                   | Lieu | Résultat | Épreuve           | Marque  |
| ---- | ----------------------------- | ---- | -------- | ----------------- | ------- |
| 2022 | Championnats du monde juniors | Cali | 1er      | Lancer du poids   | 20,73 m |
| 2022 | Championnats du monde juniors | Cali | 8e       | Lancer du marteau | 73,05 m |

## Records
| Épreuve         | Temps   | Lieu   | Date        |
| --------------- | ------- | ------ | ----------- |
| Lancer du poids | 21,05 m | Boston | 9 mars 2024 |